# Dichagyris constanti
Dichagyris constanti ist ein Schmetterling (Nachtfalter) aus der Familie der Eulenfalter (Noctuidae).

## Merkmale

### Falter
Die Flügelspannweite der Falter beträgt 35 bis 44 Millimeter. Die Grundfarbe der Vorderflügel ist blass gelblich bis ockerfarben, zuweilen auch blass rötlich bis gräulich. Makel und Querlinien heben sich in dunkler Farbe, jedoch meist undeutlich hervor. Am Saum verläuft eine aus schwarzen Punkten gebildete Linie. Die Hinterflügeloberseite schimmert seidig weiß.

### Ähnliche Arten
Euxoa powelli zeigt bezüglich der Flügelfärbung in der Regel helle graubraune Tönungen. Die Männchen unterscheiden sich außerdem eindeutig durch die lang gekämmten Fühler.

## Verbreitung und Lebensraum
Dichagyris constanti kommt in Algerien, Marokko, Spanien, Südfrankreich und Norditalien vor. Die Art besiedelt bevorzugt offenes, mit spärlicher Vegetation bewachsenes Gelände. 

## Lebensweise
Die nachtaktiven Falter fliegen im September und Oktober. Sie besuchen künstliche Lichtquellen und Köder. Die Raupen ernähren sich polyphag von den Blättern verschiedener niedriger Pflanzen.